# أحمد بن مصلح
أحمد بن مصلح (مواليد 6 يناير 1995)، هُو رياضي ألعاب قوى بارالمبي تونسي مُتخصص في مُنافسات الرمي. فاز أحمد بالميدالية الفضية خلال مُشاركته ضمن مُنافسات رمي الجُلة الخاصة بفئة F37 ضمن دورة الألعاب البارالمبية الصيفية 2020.

## وصلات خارجية
- أحمد بن مصلح على موقع Paralympic.org (الإنجليزية)
- أحمد بن مصلح على موقع IPC.InfostradaSports.com (مؤرشف) (الإنجليزية)